# Turgutlu
Turgutlu este un oraș din Turcia.